# Гріту Пову
Гріту ді Пову Футебул Клубе або просто Вулканікуш (порт. Grito d'Povo Futebol Clube) — професіональний кабо-вердський футбольний клуб з острова Фогу. Крім футбольної, в клубі функціонує ще й баскетбольна секція.

## Статистика виступів у чемпіонатах
| Сезон   | Див | Міс | О  | Іг. | В | Н | П  | ЗМ | ПМ | РМ  |
| 2013-14 | 2   | 9   | 13 | 18  | 4 | 1 | 13 | 21 | 51 | -30 |
| 2014-15 | 3   | -   | -  | -   | - | - | -  | -  | -  | =   |